# 케다이냐이 합병

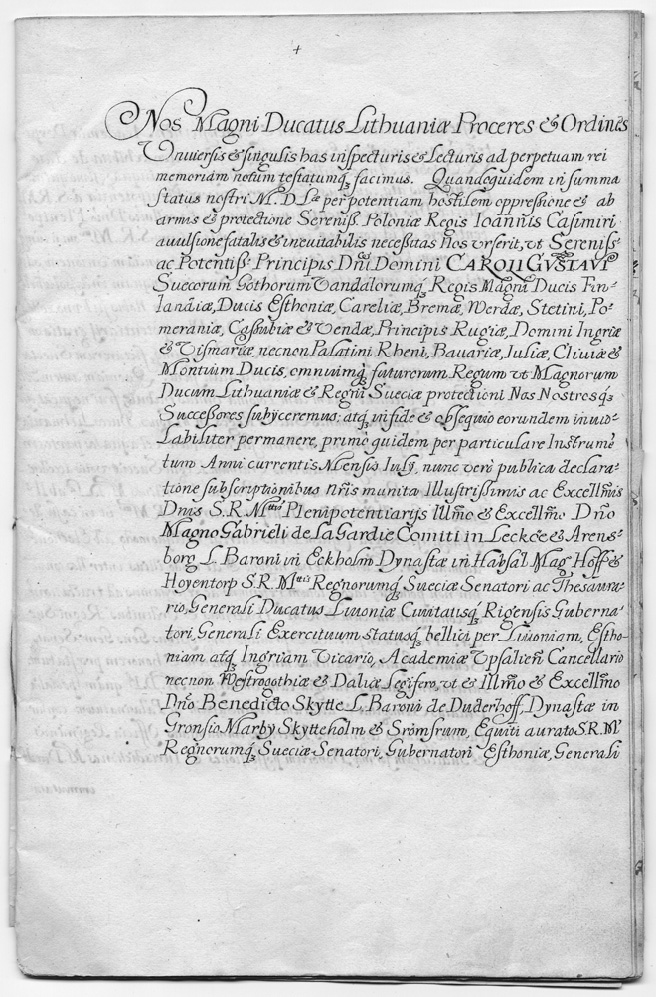
라틴어로 쓰여진 조약의 문서

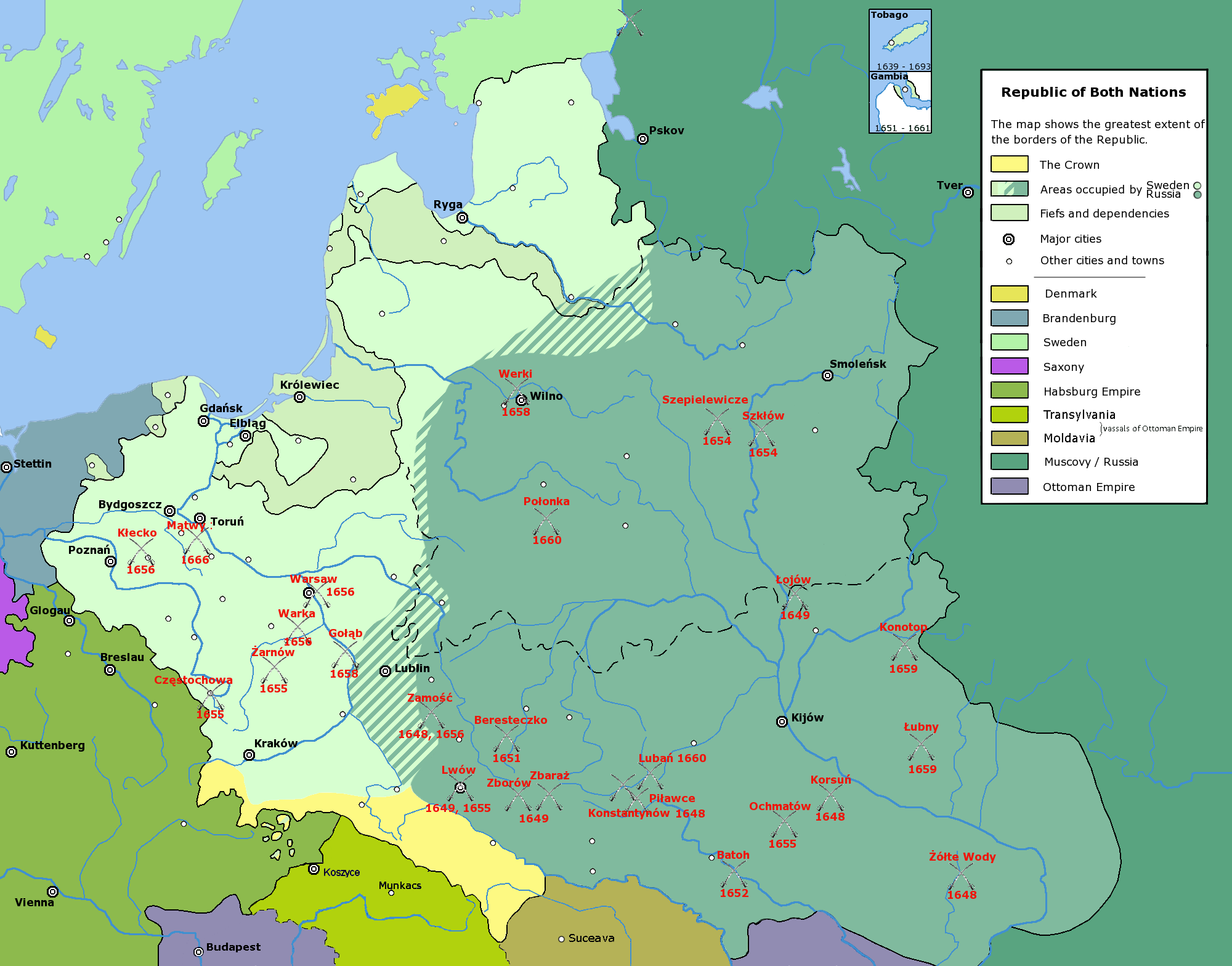
대홍수기간 연방의 모습

케다이냐이 합병(Union of Kėdainiai 혹은 케다이냐이 협정(Agreement of Kėdainiai; 리투아니아어:  Kėdainių unija 혹은 Kėdainių sutartis; 폴란드어: Umowa Kiejdańska)은 제2차 북방 전쟁의 일부였던 "스웨덴 대홍수"(Swedish Deluge) 기간인 1655년 10월 20일에 리투아니아 대공국의 일부 마그나트(Magnates)와 스웨덴 제국의 칼 10세 구스타브 사이에서 맺었던 조약이다. 이것은 이전 8월 17일에 맺어진 케다이냐이 조약과는 대조적으로 리투아니아가 스웨덴의 보호를 받으며 그 휘하로 들어가 스웨덴-리투아니아 연합을 이루면서, 폴란드-리투아니아 연방 체제를 해체하고, 리투아니아 대공국을 2개의 공국으로 분할 독립시킨 뒤, 이것을 라지비우(Radziwiłł (Radvila)) 가문이 통치하게 하고, 남은 공국령은 스웨덴의 보호국으로 만드는 것이었다.
이 협정은 폴란드와 리투아니아 양국에서 민중반란이 발생해 스웨덴의 군사지배와 라지비우 가문의 영향력을 배제하였고, 결국 발카 전투(Battles of Warka)와 프로스트키(Prostki)에서 스웨덴군이 패배함으로 인해 실현되지는 않았다.

## 역사
라지비우 가문은 폴란드와 리투아니아에서 막대한 영지를 소유하고 있으나, 폴란드-리투아니아 연방의 정치체제에서는 일반 귀족신분(슐라흐타)과 동격일 수밖에 없어 마그나트의 지위에 머무는 것에 불만을 안고 있었다. 그 때문에 라지비우 일족과 국왕정부의 이해관계에는 현격한 차이가 생겨나게 되었다.
1654년 스웨덴과 러시아의 폴란드 침공 기간은 대개 "대홍수"로 알려져 있는데, 침략이 시작되자, 라지비우 가문의 2명의 귀족인 야노슈(Janusz)와 그의 종제 보그스와프(Bogusław)는 폴란드에 의한 리투아니아 지배를 정당화시킨 폴란드-리투아니아 연방을 해체시키기 위해 스웨덴 왕 칼 10세 구스타브와 외교교섭을 시작했다. 당시 리투아니아 대공국은 스웨덴과 러시아에게 협공 당하고 있어 이 지역에서 국왕정부의 지배력은 없는 것이나 마찬가지였다. 야노슈를 최고군사령관으로 삼은 리투아니아군은 한번의 교전 없이 스웨덴군에게 항복하고, 국내는 외국군의 손에 넘어갔다. 리투아니아 서부 지역과 함께 폴란드 왕국 왕관령(Crown of Poland)의 대부분이 스웨덴군의 점령하에 들어가 리투아니아 대공국의 대부분(사모기티아(Samogitia)와 수발키야(Suvalkija) 및 아욱슈타이티야(Aukštaitija))의 일부를 제외한)이 러시아군의 점령 지배를 받았다. 더해서 우크라이나는 흐멜니츠키 봉기(Khmelnytsky Uprising)로 인해 혼란상태에 있었다.

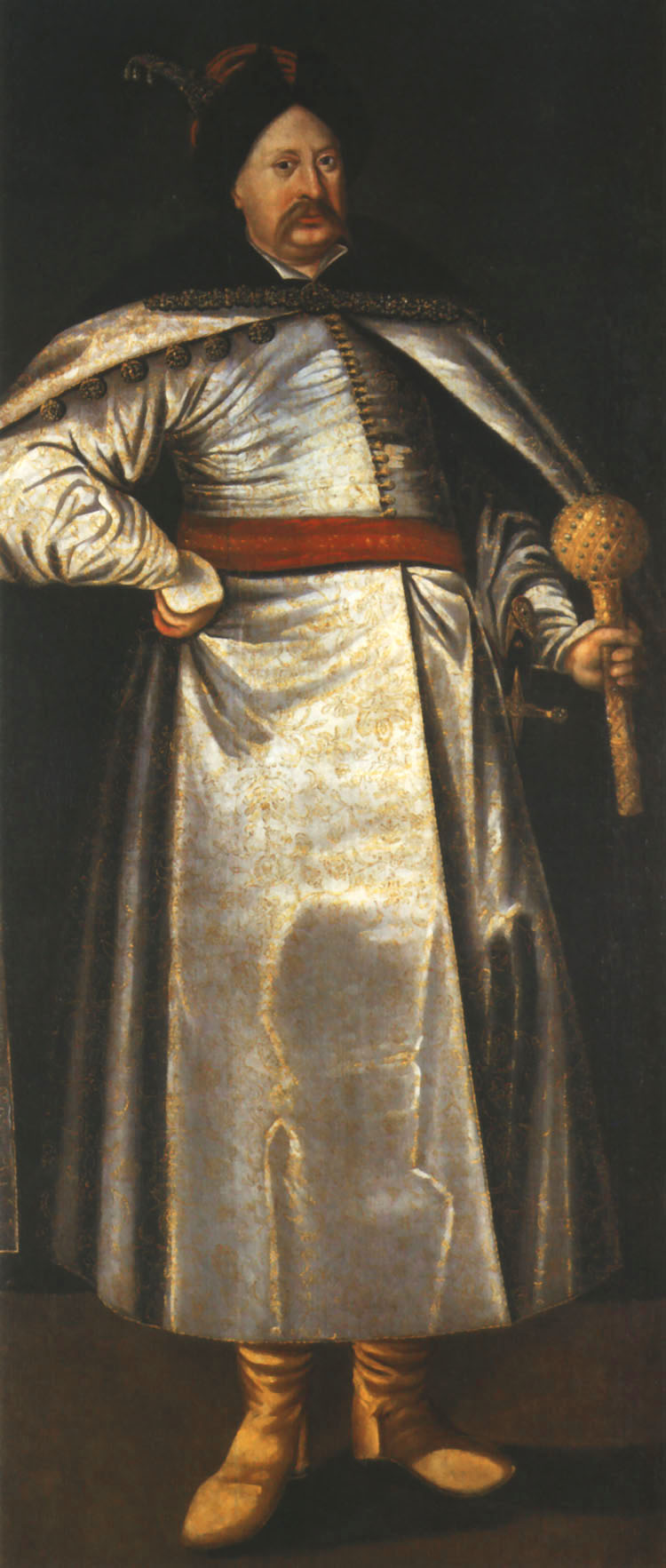
야노슈 라지비우

8월 17일 야노슈 라지비우는 케다이냐이 조약(Treaty of Kėdainiai)에 서명하여 대공국을 스웨덴의 보호아래 맡기기로 한다. 1655년 10월 10일(O.S) 야노슈와 보그스와프 라지비우는 그들이 소유한 케다이냐이 성에서 스웨덴과의 협정에 서명한다. 이 조약에 의하면 모든 리투아니아 귀족을 대표해 2명이 서명했고, 이로써 폴란드-리투아니아 연방은 법적으로 무효가 되어, 리투아니아는 독립했다. 러시아를 상대로 한 군사 지원을 받는 대신 리투아니아 대공국은 스웨덴의 보호국이 되었고, 양국은 동군연합을 조직했다. 더해서 라지비우 가문은 대공국내에서 일족의 소유영지를 공국이란 독립된 형태로 양도받았고, 리투아니아 귀족들은 이때까지 이어진 자유와 특권을 유지했다.
그러나 이 협정은 실행에 옮겨지지는 않았다. 조약의 주창자였던 야노슈 라지비우는 서명한 뒤 2개월 후 12월 31일 폴란드 왕 이자 리투아니아 대공이었던 얀 카지미에시(Jan Kazimierz)를 지지하는 군대에 포위된 티코친 성(Tykocin Castle)에서 서거했다. 그의 죽음 직후에 성을 점령한 파베우 얀 사피에하(Paweł Jan Sapieha)는 곧 야노슈 라지비우가 맡고 있던 리투아니아 대헤트만(Grand Hetman of Lithuania)의 지위를 하사받았다. 전국은 급변하여 폴란드에서 발생한 민중봉기가 스웨덴의 군사지배를 타파했다. 리투아니아를 점령하던 스웨덴군도 마찬가지로 민중반란에 의해 흩뜨러지게 되었다. 거기에 스웨덴은 연방뿐만 아니라 덴마크, 러시아와도 전쟁을 일으키게 되어 리투아니아를 보호하에 놓는게 불가능한 사태에 빠지게 되었다. 스웨덴군의 어이없는 패배와 폴란드-리투아니아 연방내에서 철수(1657년)는 야노슈의 종제로써 살아 남았던 보그스와프의 야심을 완전히 무너뜨렸다. 보그스와프는 프로스토키 전투에서 아군이 괴멸당한 뒤 1669년 망명길에 앞서 쾨니히스베르크(Königsberg)에서 사망했다.
이 이후 라지비우 가문의 권세는 쇠락의 길을 걷게 되었다. 폴란드에서는 보그스와프는 귀족 친구들 사이에서 던져지는 악담 시라미(Gnida;Louse), 야노슈도 배신자(Zdrajca;Traitor)의 호칭으로 각각 알려지게 되었다. 라지비우 가문에서는 미하우 카지미에슈 라지비우(Michał Kazimierz Radziwiłł)처럼 일관되게 폴란드측에 서서 싸웠던 자들도 있었으나, 2명의 행동은 기타 다른 멤버의 "공헌"을 뒤엎고 감추게 되는 "매국행위"로써 폴란드의 역사적 기억에 각인되게 되었다.

## 평가
동시대인의 눈에는 배신으로써 비쳐질지도 모르지만 실현되지 않았던 스웨덴-리투아니아 사이의 연합은 현대적 시점에서는 다른 평가를 내릴 가능성도 있다. 일부 사람들은 스웨덴과의 조약은 야노슈 라지비우의 정치적 야망의 소산임에도 불구하고 그의 "현실 정책"(Realpolitik)이 결합된 것이라고 주장했다. 또한 별개의 사람들은 야노슈의 정책은 러시아의 위협에 대항하기 위해 강력한 동맹자를 찾던 결과라고 주장했다. 이 설의 지지자는 2개의 전면전쟁을 벌일 여유가 리투아니아 대공국에는 없었음에도 불구하고 폴란드측이 재정면이나 군사면에서 원조를 하지 않았던 것 때문에 이 방법을 채택할 수밖에 없었다는 것을 지적했다. 하지만, 결국 스웨덴의 지배자가 러시아인의 그때처럼 말뿐이라는 것을 이 전쟁에서 증명한 이상 이 선택은 잘못된 것이라 할 수 있다.

## 같이 보기
- 폴란드-스웨덴 연합

## 소스

### 참조
1. 1 2 3  Frost (2000), p. 168

### 서적 목록
- Frost, Robert I (2000). 《The Northern Wars. War, State and Society in Northeastern Europe 1558-1721》. Harlow: Longman. ISBN 978-0-582-06429-4.
- Kotljarchuk, Andrej (2006). 《In the Shadows of Poland and Russia: The Grand Duchy of Lithuania and Sweden in the European Crisis of the mid-17th century》 (PDF). Södertörns högskola. ISBN 91-89315-63-4.